# Černčičtí z Kácova

Rodový erb (stříbrné leknínové listy s kořeny v červeném štítě) společný s pány z Kounic a pány z Talmberka.

Černčičtí z Kácova byli český panský rod řazený mezi starobylou českou aristokracii a z rozrodu Kouniců. Mezi Kounice jsou ještě řazeni Bořitové z Martinic, Rychnovští z Rychnova, páni z Ústí, z Drnholce, Stošové z Kounic a páni z Talmberka. Genealogie těchto rodů neumožňuje vzhledem k nedostatku pramenů popsat všechny osoby a rodinné vztahy. Starší údaje uváděné o Černčických z Kácova např. v Ottově slovníku naučném pokládají autoři uvedení v odkazech za nepřesné a překonané.

## Historie
Černčičtí z Kácova sídlili ve 14. století v Kácově. Jméno rodiny je odvozeno podle vsi a tvrze Černčice na Náchodsku. Když se stali pány kácovského panství, přidali si přídomek z Kácova. Rodovou příslušnost k pánům z Kounic naznačuje erb se dvěma lekny.
F. Beneš pokládal za nejstaršího držitele Kácova Arnošta z Talmberka, druhorozeného syna Hroznaty z Úžic, který roku 1318 získal Černčnice. Hradiště Hroznaty z Úžic se nacházelo v blízkosti Mrchojed u Sázavy. Vosková pečeť Hroznaty z Úžic přivěšená k listině z 24. května 1284 obsahuje také dvě lekna.
Prvním doloženým držitelem Kácova byl Ješek Černčický z Kácova, a to v roce 1365. Vítek z Černčic, jeho syn, dosáhl hodnosti kanovníka a v roce 1377 ustanovil spolu s Janem Švábem z Jíkve v Kácově farářem Jana. Od té doby se Černčičtí z Kácova již v Kácově nevyskytují.
Oldřich Černčický z Kácova, příbuzný Vítka z Černčic, se stal majitelem Černčic v letech 1405 až 1426. Měl dva syny, Arnošta a Purkarta († 1444). Arnošt Černčický z Kácova se účastnil ozbrojených srážek na straně bojující s radikálními členy husitského hnutí. Ve střetnutí u Hořic v roce 1423 bojoval s orebity, účastnil se i ozbrojeného konfliktu u Skalice roku 1424. Jeho potomek Jan Černčický z Kácova († 1555), zakladatel Nového Města nad Metují, patří k nejznámějším členům rodu.

## Detailní popis rodokmenu Černčických z Kácova v 16. století
Detailní popis rodokmenu Černčických z Kácova v 16. století podal na základě rozboru 191 odkazů M. Starý. Jan Černčický z Kácova měl pět synů Arnošta, Bedřicha, Viléma, Diviše, Jana a dceru Apolenu:
- Arnošt († 1542 nebo 1543) měl s manželkou Alžbětou z Pacova tři syny Jana (zemřel roku 1556 nebo 1558), Arnošta († 1573), Viléma († 1577) a dcery Annu († po roce 1570) a Apolenu († po roce 1543). Jediný Jan měl dceru Alžbětu († po roce 1593).
- Bedřich († 1552 nebo 1553) měl s manželkou Žofií z Potštejna syna Jana a dceru Johanu († 1603 nebo 1604). Janovi potomci nejsou známi.
- Vilém († 1569) bez potomků.
- Diviš († 1563) měl s manželkou Kunhutou z Boskovic tři syny Václava († 1571 nebo 1574), Bernarda († 1584 nebo 1585), Jana Purkarta († 1585, manželka Alžbětu z Krajku) a dcery Annu († 1571), Marii († 1571) a Kunhutu († 1603, manžel Jindřich Slavata). Potomci mužských členů rodu nejsou známi.
- Jan († 1561) měl s manželkou Apolenou z Tetova dcery Magdalenu (zemřela okolo roku 1593, manžel Karel ze Žampachu) a Ludmilu.
- Apolena/Alena († 1562) se provdala za Viléma z Valdštejna.

Poslední členové rodu zemřeli v roce 1603 nebo 1604.